# Brågarps kyrka
Brågarps kyrka är en kyrkobyggnad i Staffanstorp och församlingskyrka i Sankt Staffans församling i Lunds stift. Den inhägnas av häck och murverk.

## Kyrkobyggnaden
Kyrkan byggdes på 1100-talet av gråsten och välvdes på 1400-talet. Tornet byggdes 1854. I absiden finns ett fönster med glasmålningar utförda av Martin Emond.

## Inventarier
Dopfunten är från 1100-talet. Vid dopfunten finns en madonnabild från medeltiden. Den låg länge på tornets vind och är därför något skadad. År 1910 plockades den fram för en utställning i Malmö, varför den uppmärksammades och fick sin nuvarande placering. Liknande madonnabilder finns i Sankta Gertruds kyrka i Falsterbo och har funnits i Norra Nöbbelövs kyrka.

### Orgel
- 1873 byggde Sven Fogelberg, Lund en orgel med 8 stämmor.
- 1920 byggde A. Magnussons Orgelbyggeri AB, Göteborg en orgel med 12 stämmor.
- 1968 byggde J. Künkels Orgelverkstad AB, Lund en orgel med 11 stämmor och är mekanisk. Denna orgel står nu i församlingsgården.

| Huvudverk I   | Svällverk II      | Pedal      | Koppel |
| Rörflöjt 8´   | Gedackt 8'        | Subbas 16´ | I/P    |
| Principal 4'  | Koppelflöjt 4'    | Pommer 8'  | II/P   |
| Waldflöjt 2'  | Principal 2'      |            | II/I   |
| Mixtur 3 chor | Spetskvint 1 1/3' |            |        |
|               | Sifflöjt 1'       |            |        |
|               | Crescendosvällare |            |        |
|               |                   |            |        |

- 2014 gjordes det renoveringar av kyrkan och då passade man även på att bygga en ny orgel. Man tog bort den tidigare läktaren och nu lät man orgeln stå på golvet istället. Orgeln är mekanisk och är byggd av Tomaž Močnik i Slovenien. Inspirationen till orgeln kommer från sydtyskland, specifikt orgeln i Basilica S:t Martin, Weingarten, varav flera stämmor är kopierade ifrån. Orgeln har 27 stämmor och 5 transmissionsstämmor. En rossignol och ett klockspel finns även i orgeln. [1]

| Echoverk I        | Huvudverk II    | Bröstpositiv III       | Pedal              | Koppel |
| ----------------- | --------------- | ---------------------- | ------------------ | ------ |
| Coppel 8'         | Principal 8'    | Borduen 16'            | Subbas 16' (III)   | I/P    |
| Violoncell 8'     | Octav 4'        | Unda Maris 8'          | Principal 8' (III) | II/P   |
| Rohrflaut 4'      | Superoctav 2'   | Viola douce 8'         | Flaut 8' (III)     | III/P  |
| Nasat 3'          | Mixtur major IV | Flaut travers 8'       | Nasat 6'           | I/II   |
| Hohlflaut 2'      | Hohlflaut 8'    | Pricipal doux 8'       | Flaut 4' (III)     | III/II |
| Terria 1 1/2'     | Quintatön 8'    | Viola 4'               | Bombard 16'        |        |
| Waldflaut 1'      | Chalumeau 8'    | Flaut douce 4'         | Trompet 8' (III)   |        |
| Vox Humana 8'     | Tremulant       | Flageolet 2'           |                    |        |
| Tremulant         |                 | Mixtur 1 1/2 - Larigot |                    |        |
| Crescendosvällare |                 | Trompet 8'             |                    |        |
|                   |                 | Tremulant              |                    |        |
|                   |                 | Crescendosvällare      |                    |        |

## Bilder

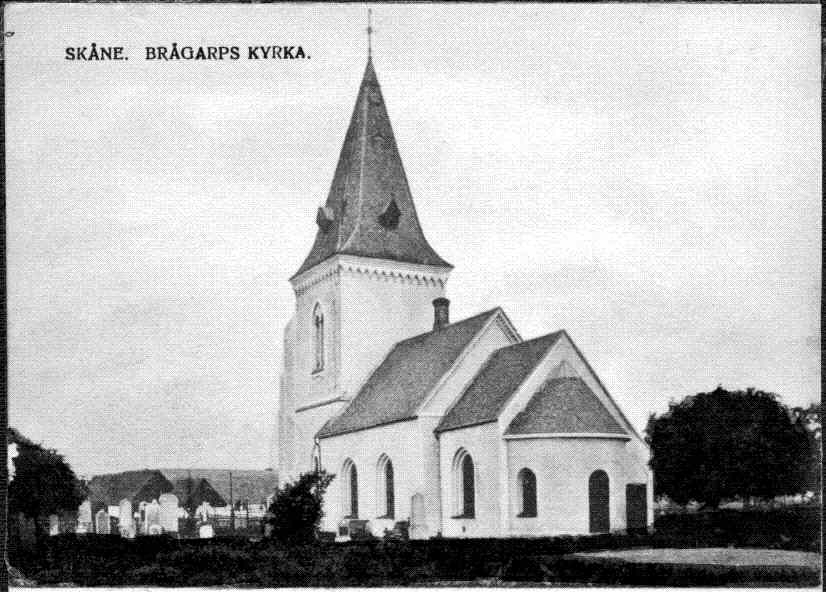
Äldre bild.
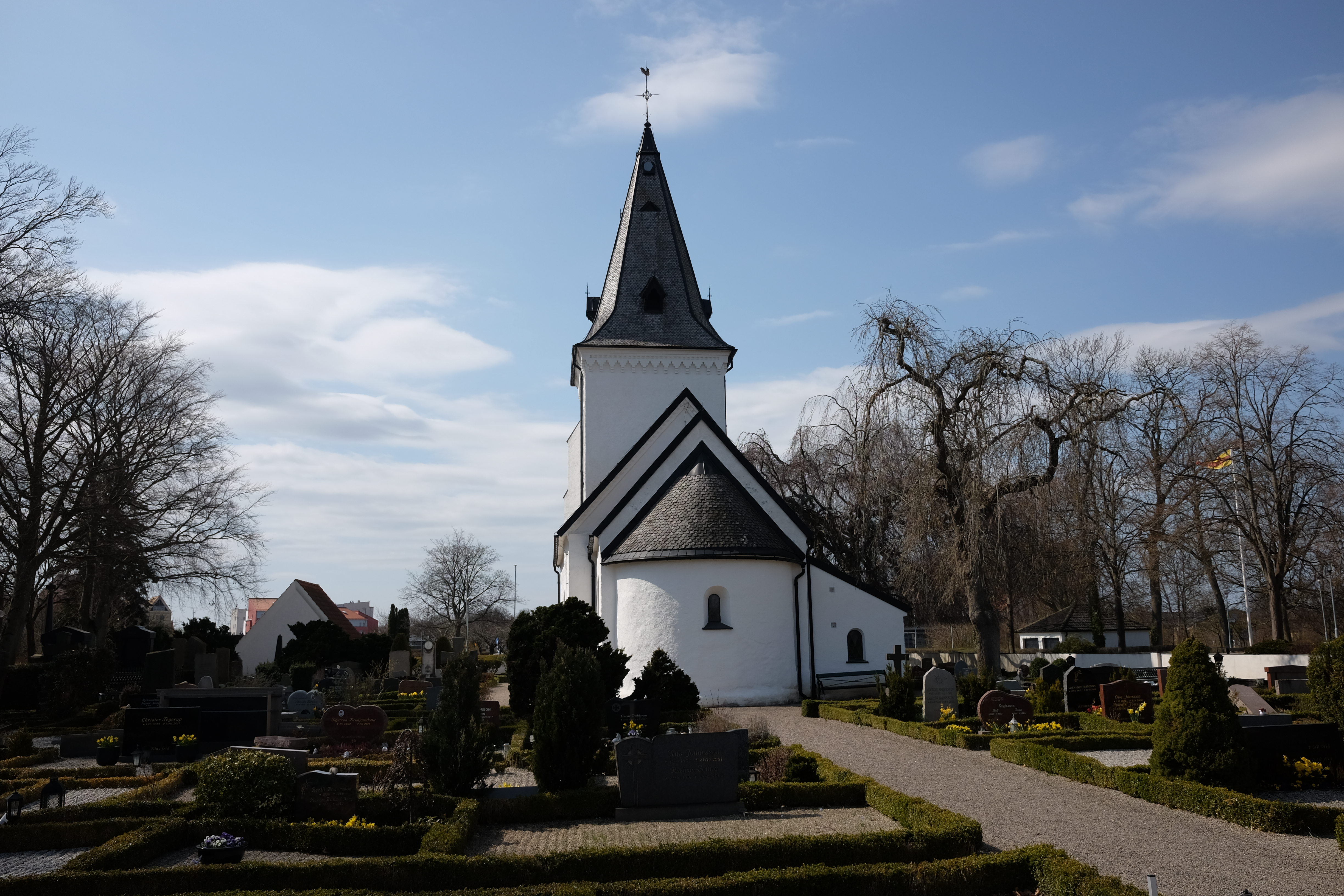
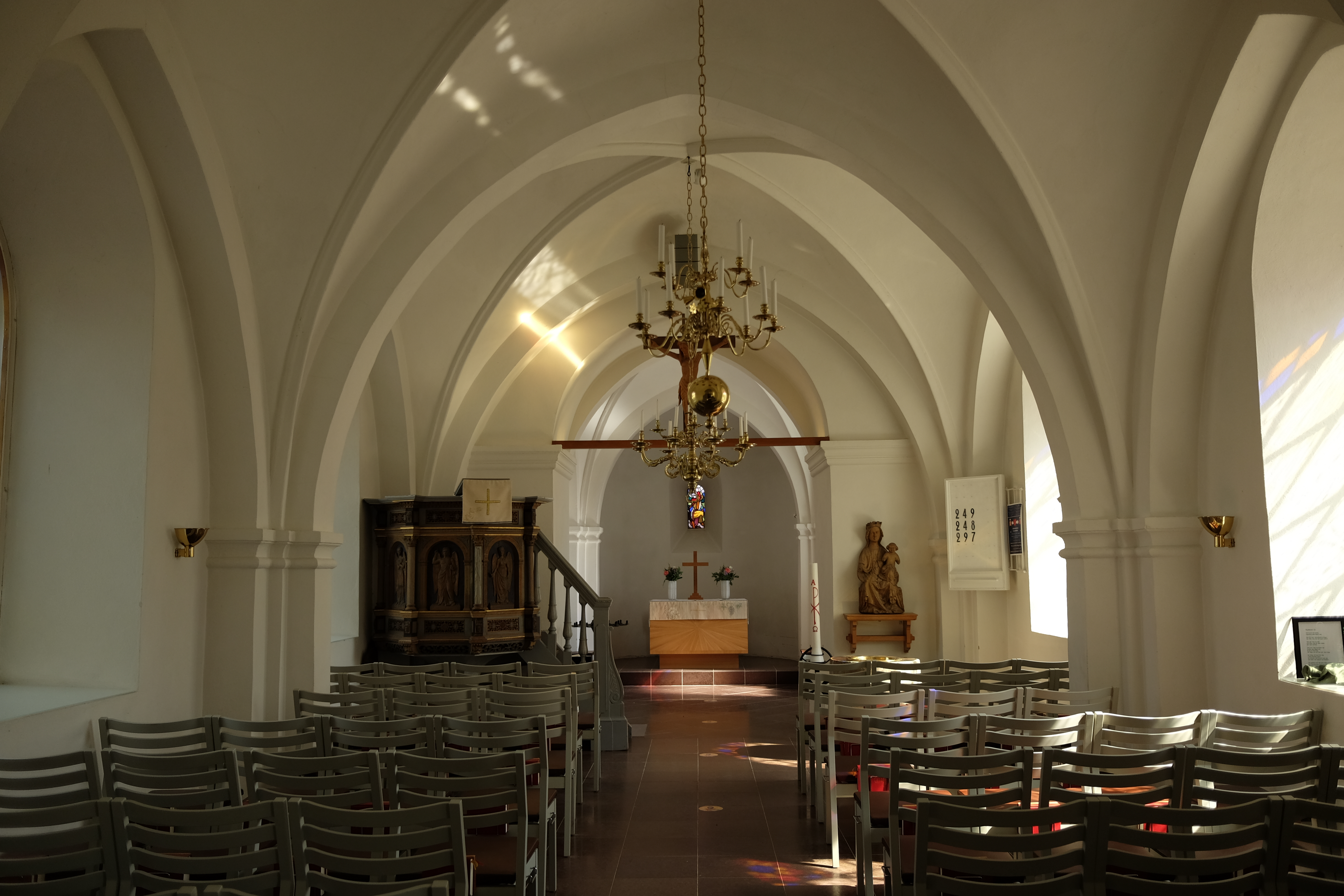
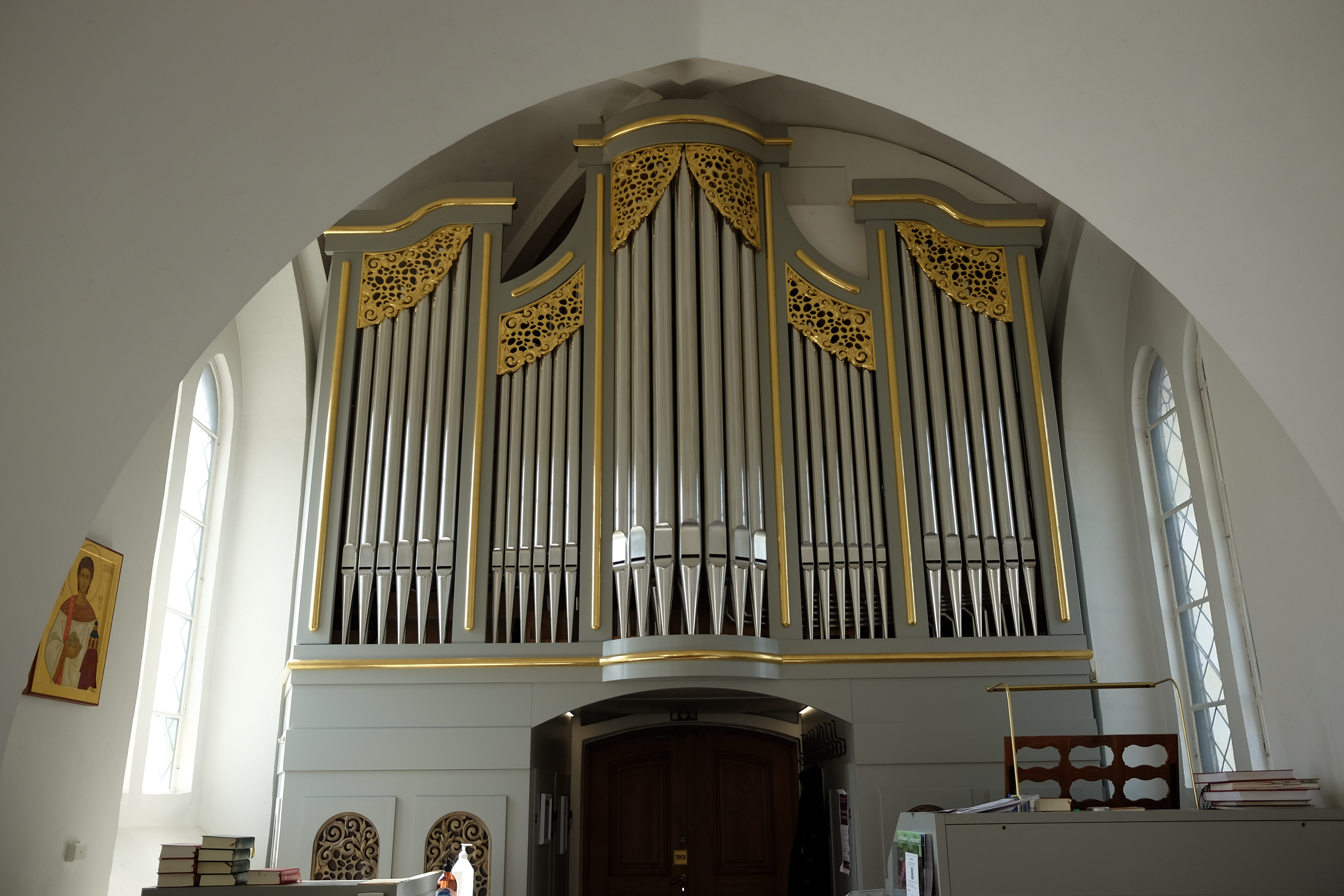
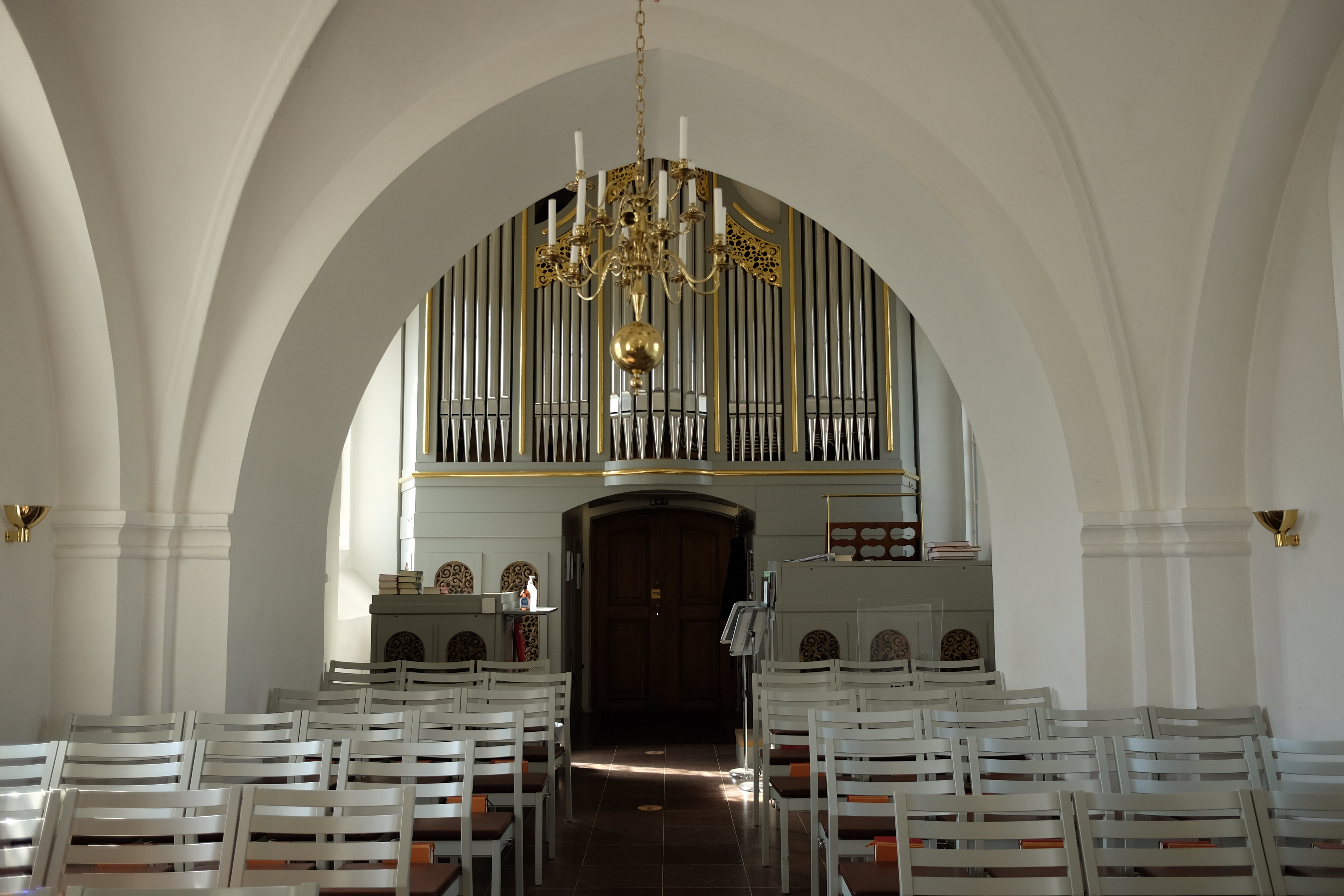
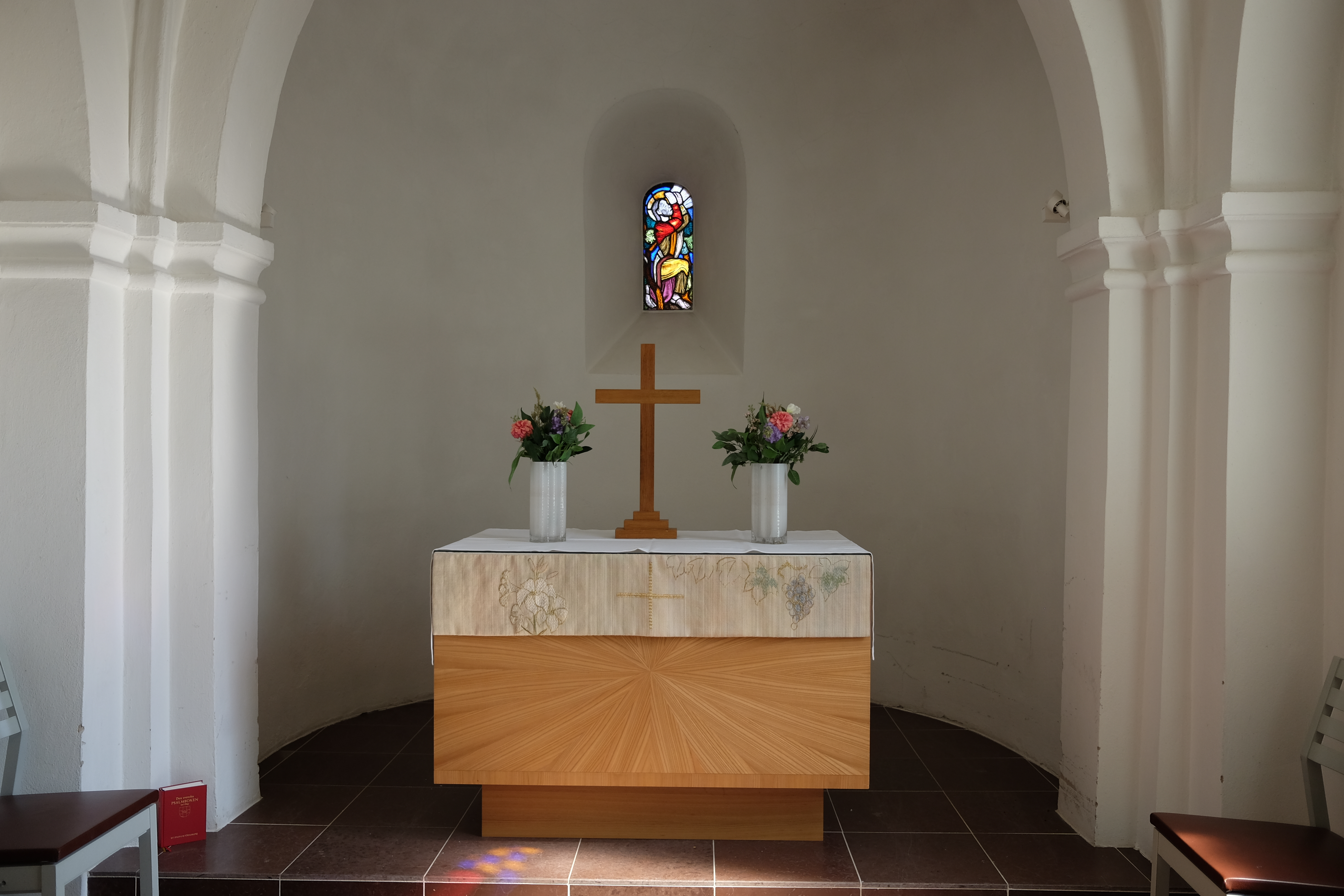